# Великі м'якотілі черепахи
Великі м'якотілі черепахи (Pelochelys) — рід черепах з родини Трикігтеві черепахи підряду М'якотілі черепахи. Має 3 види.

## Опис
Загальна довжина представників цього роду коливається від 60 см до 2 м. Голова коротка та широка з дуже маленьким хоботком. Морда дещо загострена. Панцир дуже плаский, нагадує млинець. Карапакс складається мовби з 3 частин. Дуже масивна та потужна середина, яка відділена від крайніх частин зв'язками, які при необхідності закривають хвіст та задні ноги або голову. Панцир є доволі гнучким, неначе гумовим. Лапи мають сильно розвинені плавальні перетинки, особливо потужні задні кінцівки.
Забарвлення темно—коричневе, сіре, чорне. Шкіра дещо світліше за панцир. Карапакс темніший за пластрон.

## Спосіб життя
Полюбляють великі річки, озера, гирла, зустрічаються у морі. Більшу частину життя ці черепахи проводять у воді. Вони чудово плавають та пірнають, здатні долати великі відстані. На березі з'являються лише, щоб відкласти яйця.
Самиця відкладає від 20 до 50 яєць.
Місцеві мешканці вживають цих черепах у їжу.

## Розповсюдження
Мешкають у Південній та Південно-Східній Азії, Океанії.

## Види
- Pelochelys bibroni
- Pelochelys cantorii
- Pelochelys signifera